# Otto Lilienthal
Otto Lilienthal (Anklam, Alemania, 23 de mayo de 1848-Berlín, 10 de agosto de 1896) fue un ingeniero industrial y aeronáutico alemán. Fue uno de los pioneros del vuelo y su estudio, después de un acercamiento experimental anterior establecido en el siglo XVIII por sir George Cayley, convirtiéndose en la primera persona de la historia en realizar vuelos bien planeados, repetidos y exitosos con planeadores. Periódicos y revistas publicaron fotografías de sus vuelos internacionalmente e influyeron favorablemente en la opinión pública y científica sobre la posibilidad de que una máquina voladora pudiera ser una realidad plausible, después de un tiempo de fantasía ociosa y poco desarrollo científico.

## Vida
Lilienthal nació el 23 de mayo de 1848 en Anklam, provincia de Pomerania, en el entonces reino alemán de Prusia, hijo de Gustav Lilienthal y su esposa Caroline (de soltera, Pohle), un matrimonio de clase media. Tuvieron ocho hijos, pero solo tres llegaron a la adultez: Otto, Gustav y Marie. Los hermanos trabajaron juntos toda la vida en proyectos técnicos, sociales y culturales.
Pronto se dedicó a estudiar el vuelo de las aves con su hermano Gustav (1849-1933) y, fascinado con la idea de un vuelo tripulado, fabricó con su hermano alas con correas pero sus intentos de planeo fracasaron. Después asistió dos años a la escuela técnica de Potsdam y fundó la empresa Schwarzkopf antes de convertirse en ingeniero de diseño industrial. Más tarde asistió a la Real Academia Técnica de Berlín.
En 1867 comenzó experimentos más serios sobre la fuerza del aire, interrumpidos por su servicio en la guerra franco-prusiana. Como ingeniero en varias empresas, recibió su primera patente por una máquina minera. Cinco años más tarde fundó su propia empresa de fabricación de calderas y máquinas de vapor. El 6 de junio de 1878 se casó con Agnes Fischer, hija de un minero y diputado. La música los había unido: fue entrenando piano y voz, mientras Otto tocaba el corno francés y tenía buena voz de tenor. Se instalaron en Berlín y tuvieron cuatro hijos: Otto, Anna, Fritz y Frida.

## Carrera
Experimentó, a menudo acompañado por su esposa y por su hermano Gustav, con planeadores que evolucionaban de acuerdo a los movimientos del cuerpo del piloto y que hacía volar lanzándose desde una colina artificial que construyó cerca de Berlín y también desde colinas naturales, especialmente en la región de «Rhinower Berge» (colinas de Rhinow). Sus primeros diseños fueron planeadores monoplanos, diseñando y construyendo más tarde aeronaves con otras configuraciones, como biplanos, naves con alas en tándem, con alas batientes y con alas plegables. En 1893, llegó a deslizarse hasta 250 metros, registro no superado hasta después de su fallecimiento.
Lilienthal hizo investigaciones básicas en la descripción exacta del vuelo de los pájaros, especialmente cigüeñas, y usó diagramas polares para describir la aerodinámica de sus alas. Ayudó a probar que el vuelo más pesado que el aire era práctico sin las alas de aleteo, poniendo la base para que Alberto Santos Dumont construyese con éxito algunos años después el primer avión, despegando sin auxilio externo. Fruto de sus estudios y sus más de dos mil vuelos, publicó artículos en revistas especializadas y realizó varias publicaciones, siendo la más conocida una obra denominada "Der Vogelflug als Grundlage der Fliegekunst" por su traducción "El vuelo de los pájaros como base de la aviación", publicada en 1889 y traducida al inglés en 1911. Mantuvo correspondencia con otros pioneros aéreos, como Octave Chanute.
Además de dedicar su vida a la investigación sobre el vuelo, Lilienthal fue también inventor, ideando un pequeño motor que funcionaba con un sistema de calderas tubulares. Su motor era más seguro que otros motores de la época. Este invento le dio la libertad económica para dejar su trabajo y centrarse en la aviación. Su hermano Gustav vivía en Australia en ese momento, y Otto no participó en ningún experimento de aviación hasta la vuelta de su hermano en 1886. 
Fundó una compañía de calderas y máquinas de vapor y obtuvo veinticinco patentes, una de ellas para una máquina usada en la minería y cuatro relacionadas con la aeronáutica. 
La contribución más grande de Lilienthal fue el desarrollo del vuelo más pesado que el aire. Trabajando conjuntamente con su hermano Gustav, realizó más de 2000 vuelos en planeadores de su diseño, comenzando en 1891 con su primera versión de planeador, el Derwitzer, hasta su muerte en accidente en 1896. Lilienthal sufrió un gran número de colisiones en sus experimentos, por más que su planeador sólo podía alcanzar velocidades y altitudes bajas. 
El 9 de agosto de 1896, sufrió un grave accidente, precipitándose desde 17 metros de altura, rompiéndose el cuello a la altura de la tercera vértebra. Su mecánico lo recogió y lo llevó en coche de caballos hasta Stölln, donde lo examinó un médico. Perdida la consciencia, fue llevado en un tren de mercancías hasta la estación Lehrter en Berlín y, a la mañana siguiente, a la clínica de Ernst von Bergmann, uno de los cirujanos más famosos y exitosos de Europa entonces. Allí falleció, siendo sus últimas palabras "Opfer müssen gebracht werden!" ("¡Es necesario que haya sacrificios!").
Conocido como el "Padre del vuelo", los hermanos Wright lo reconocieron como una gran inspiración.

## Referencia literaria
El narrador de la novela Zavist, del escritor ruso Yuri Olesha (1899-1960), recordaba así a Lilienthal:

Desde niño, el nombre de Lilienthal, diáfano y aleteante como los élitros de un insecto, ha tenido para mí un sonido maravilloso... Ese nombre volador, como extendido sobre ligeras tablas de bambú, se asocia en mi memoria con los inicios de la aviación. Otto Lilienthal, el hombre volador, se mató. Los aparatos voladores dejaron de parecerse a los pájaros. Las alas, ligeras y de un amarillo transparente, fueron reemplazas por aletas. Uno podría pensar que chocan contra el suelo durante el despegue. En cualquier caso, levantan nubes de polvo. Un aparato volador ahora parece un pez pesado. ¡Con qué rapidez la aviación se ha convertido en una industria!